# 藏滇风铃草
藏滇风铃草（學名：Campanula immodesta）为桔梗科风铃草属的植物。分布于锡金以及中国大陆的云南、西藏、四川等地，生长于海拔3,400米至4,500米的地区，多生长在高山草甸中。